# 巴爾米拉攻勢 (2017年)
2017年巴爾米拉攻勢是敘利亞政府軍於2017年1月13日在霍姆斯省東部發起的軍事行動，意圖收復於2016年12月被伊斯兰国攻佔的古城巴尔米拉。

2017年2月6日－4月30日巴爾米拉及以南地區形勢圖
（紅：敘政府軍；綠：敘反對派；灰：伊斯蘭國）

2017年2月4日，敘政府軍收復哈揚（Hayyan）天然氣田。2月7日，伊斯蘭國奪回哈揚氣田。2月14日，敘政府軍再次收復哈揚氣田。2月16日，伊斯蘭國又奪回哈揚氣田部分氣井。2月18日，敘政府軍再次控制整個哈揚氣田。
敘政府軍到2017年2月27日已進抵巴尔米拉城外數公里處。3月1日，敘軍收復位於巴爾米拉城以西的巴爾米拉古堡。3月2日，敘政府軍宣佈再次收復古城巴尔米拉。3月3日，敘政府軍收復在東面市郊的巴爾米拉機場。

## 後續攻勢
2017年3月6日，敘政府軍收復位於巴爾米拉西北方的賈扎勒油田。